# Uniforme de la selección de fútbol de Uruguay

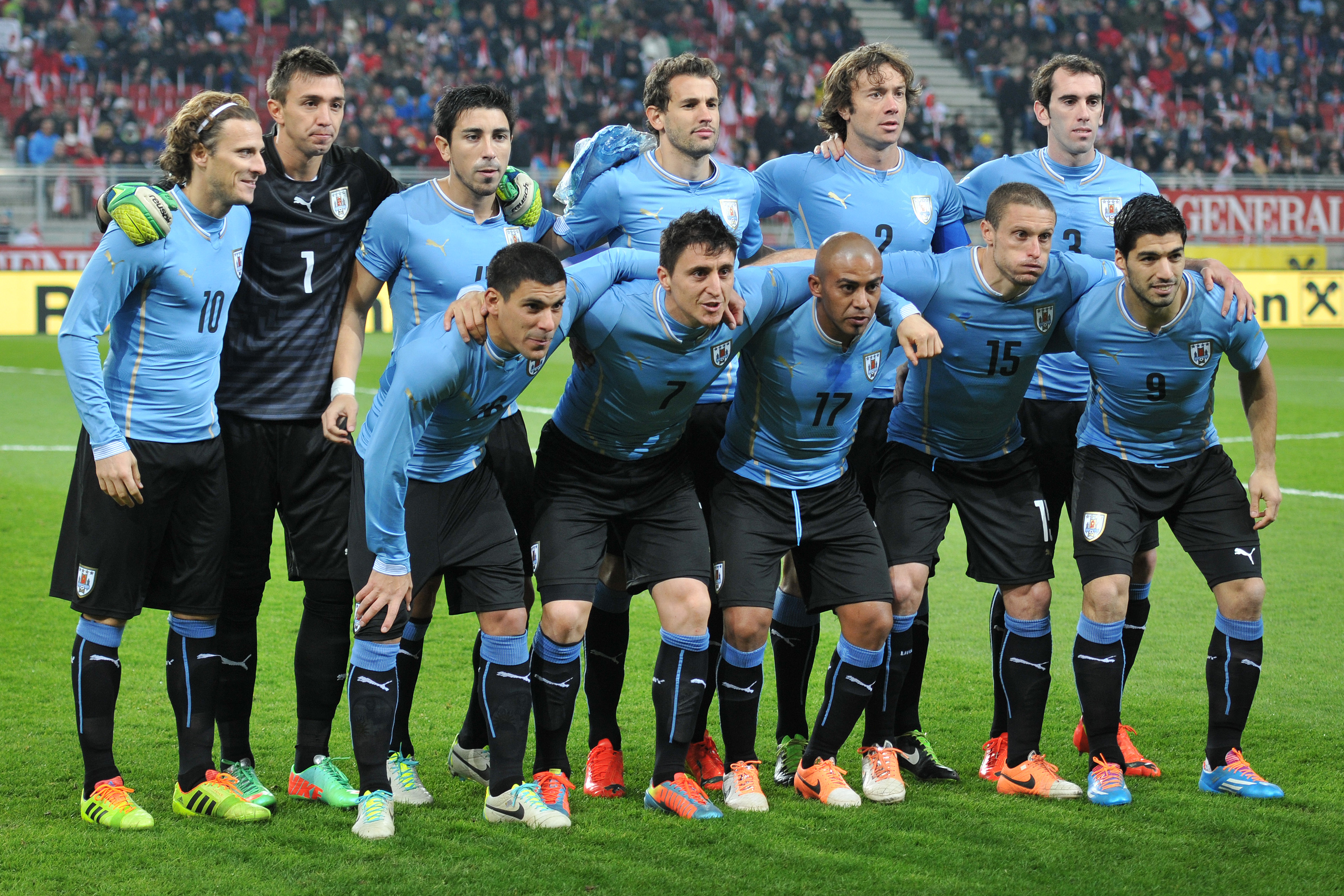
Selección de Uruguay, con su tradicional uniforme celeste.

## Historia
Desde el primer partido internacional, en 1901, hasta 1910, Uruguay no tuvo un uniforme oficial. El 16 de mayo de 1901 fue la primera selección, junto a la Argentina, en jugar un partido internacional fuera de las Islas Británicas. El primer partido fue en Montevideo, con triunfo argentino por 3-2. Un antecedente indica que habría un partido anterior, aunque no participaron las selecciones de cada país, sino con equipos representativos de cada capital, Buenos Aires y Montevideo. Los equipos se enfrentaron el 15 de agosto de 1889, en conmemoración de los setenta años de la reina Victoria del Reino Unido. Supuestamente el partido tuvo lugar en el llamado New Ground de La Blanqueada y terminó con triunfo del conjunto de Buenos Aires por 3-0 al conjunto de Montevideo. Para ese partido se utilizaron equipos de Albion. El 13 de septiembre de 1903 ganó su primer partido, tras vencer a Argentina en Buenos Aires por 3-2 con un equipo formado por ocho jugadores de Nacional Fútbol Club y 3 de Albion uno de los primeros fundadores de AUF junto a Peñarol y a Deutscher.
Durante ese tiempo experimentó con una gran cantidad de uniformes, hasta que en 1910, con motivo de disputarse la VI Copa Lipton frente a la Selección Argentina, esta comunicó oficialmente que había adoptado el uniforme celeste y blanco. Ante esto el delegado de Wanderers, Ricardo Le Bas, propuso que Uruguay adoptara asimismo un uniforme oficial, pero quien hizo suya la moción fue Héctor Rivadavia Gómez, quien en aquella época era el dirigente de la Liga Uruguaya. Por entonces, el Club Atlético River Plate de Montevideo, venció al equipo porteño Alumni, jugando con su uniforme alternativo de color Celeste. Debido a este logro, la selección uruguaya adquirió su uniforme celeste en honor a Sud America. 
Tradicionalmente, la camiseta celeste se utilizaba junto con pantalones ("shorts") y medias de color negro. Sin embargo, a mediados de la década de 1990 se utilizaron pantalón azul y medias azules. En la década de 2010, también se ha utilizado pantalón y medias de color blanco y celeste.

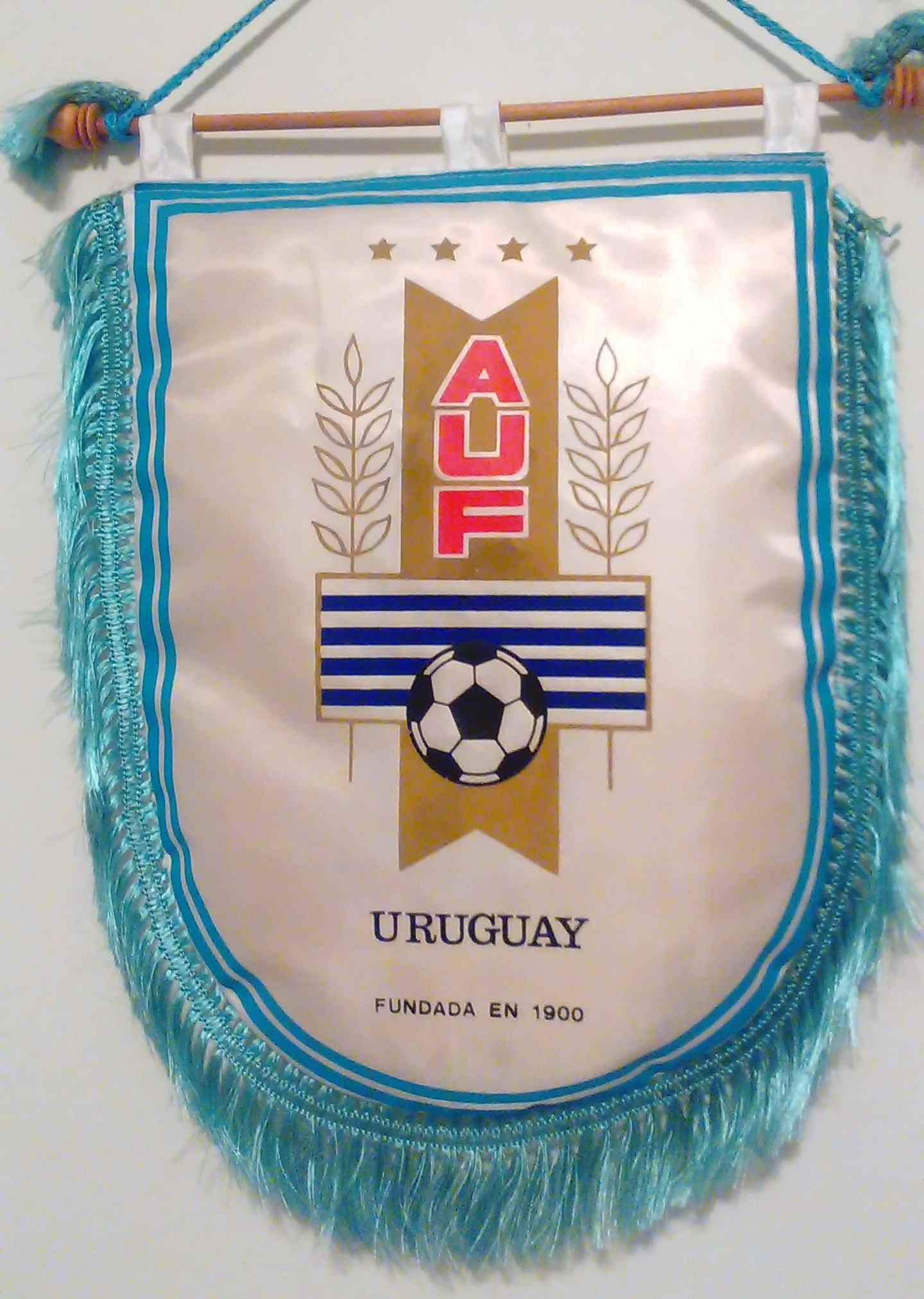
Banderín de la Selección Uruguaya

### Simbología
La selección de fútbol de Uruguay utiliza desde hace décadas el emblema de la Asociación Uruguaya de Fútbol (AUF). El escudo actual de la Asociación Uruguaya de Fútbol contiene las siglas de dicha entidad, así como también cuatro estrellas contra la parte superior del mismo en representación a las cuatro consagraciones de "la celeste" a nivel mundial, si bien dos de ellas fueron en el contexto de los Juegos Olímpicos, son reconocidas por la FIFA como Campeonatos del Mundo ya que fueron los únicos dos organizados por la FIFA en conjunto con los organizadores de los juegos olímpicos.
Luego de ganar la Copa América en 2011, la selección charrúa utilizó un logo en el pecho como "Campeón de América", reconocimiento otorgado por la CONMEBOL.

## Evolución

### Local
| 1902 | 1901-1910 | 1901-1910 | 1901-1910 | 1901-1910 | 1903 | 1910 | 1910-1924 | 1924-1928 |

| 1930 | 1950-1954 | 1962 | 1963-1966 | 1970 | 1974 | 1980-1983 | 1986-1987 | 1987-1990 |

| 1990-1992 | 1992-1995 | 1995-1997 | 1997-1999 | 1999-2001 | 2001-2002 |  | 2002-2004 | 2004-2005 | 2005-2006 |

| 2006-2008 | 2008-2010 | 2010-2011 | 2011-2013 | 2013 | 2014-2016 | 2016-2018 | 2018-2019 | 2019-2021 |  |

| 2021-2022 | 2022-2023 | 2024 (Edición Juegos Olímpicos 1924) | 2024 (Edición 8 de marzo) | 2024-Actual |

### Alternativo
La camiseta alternativa de color rojo fue utilizada por primera vez durante el Campeonato Sudamericano de 1935, también conocido como el Sudamericano de Santa Beatriz. El último partido de dicho torneo fue disputado el 27 de enero de 1935 entre Argentina, que jugó con camiseta de color blanco; y Uruguay, con camiseta roja. Los charrúas lograron la victoria por 3-0 y el título sudamericano. La camiseta alternativa roja fue adoptada formalmente en 1991. Anteriormente a 1991, en el mundial de 1970 en el partido contra Italia, se utilizó una camiseta alternativa color blanco. Esta se utilizó también en el Mundial de México 1986, en la Copa América 1987 (en la victoria en la semifinal frente a la Argentina de Maradona), en el Mundial de Italia en 1990, en la Copa Mundial de Fútbol de 2010 en la victoria por 3-0 ante Sudáfrica (país organizador), durante la fase de grupos y en la Copa Mundial de Fútbol de 2018 en la victoria por 1-0 ante Egipto, también por fase de grupos.
| 1950-1954 | 1962-1966 | 1970 | 1980-1983 | 1986-1987 | 1987-1990 | 1990-1992 | 1992-1995 | 1995-1998 |

| 1999-2000 | 2001-2002 | 2002-2004 | 2004-2005 | 2005-2006 | 2006-2008 | 2008-2010 | 2010-2012 | 2012-2014 |

| 2014-2016 | 2016-2018 | 2018-2019 | 2019-2021 | 2021-2022 | 2022-2023 | 2024 | 2024 (Edición 8 de marzo) | 2024-Actual |

### Tercero
Entre 2002 y 2005 la selección uruguaya contó con un tercer uniforme. 
Durante esos años, Uruguay lució una camiseta roja como visitante.  
Como tercera equipación lució una indumentaria de color blanco como la camiseta de visitante anterior a los años 1990 aunque solo la utilizó en partidos amistosos. 
Más tarde, en 2010 la camiseta de visitante de la selección uruguaya volvió a ser blanca después de mucho tiempo, remplazando la camiseta roja que uso desde 1992 hasta 2009.
Para el Mundial de 2010 se lanzó una tercera de equipación en dorado pero no la utilizaron.
| 2002 | 2004 | 2005 | 2010 |  |

### Especial
- 1999: En 1999, La marca alemana Adidas diseñó un uniforme provisorio para el seleccinado uruguayo sub-20, debido a que la AUF había finalizado su contrato con Ennerre y aun no había firmado con ninguna marca para la suministración de indumentaria.
- 2024: Utilizado vs México como inicio de la Era Nike previo a la Copa América 2024

| 1999 | 2024 |

### Combinaciones
| 1966 vs Alemania Federal | 1974 vs Suecia | 1974 vs Países Bajos | 1990 vs Italia | 1997 vs Australia |  | 2003 vs Paraguay | 2005 vs España | 2010-11 vs Alemania, Perú y Chile | 2011 vs Estonia |

| 2011 vs Argentina | 2011 vs Italia | 2019 vs Hungría | 2022 vs Canadá | 2024 vs Bolivia | 2024 vs Brasil | 2025 vs Venezuela |

### Porteros
| 1986 | 1987 | 1989 | 1990 | 2002 | 2002 | 2006-2008 | 2006-2008 | 2008-2010 |

| 2008-2010 | 2010-2012 | 2010-2012 | 2010-2012 | 2010-2012 | 2012-2013 | 2012-2013 | 2012-2013 | 2014-2015 |

| 2014-2015 | 2014-2015 | 2014-2015 | 2016-2017 | 2016-2017 | 2016-2017 | 2018-2019 | 2018-2019 | 2018-2019 |

| 2019-2020 | 2019-2020 | 2019-2020 | 2021-2022 | 2021-2022 | 2021-2022 | 2022-2023 | 2022-2023 | 2022-2023 |

| 2024-Actual | 2024-Actual | 2024-Actual |
| ----------- | ----------- | ----------- |

## Proveedores
| Periodo       | Proveedor                              |
| ------------- | -------------------------------------- |
| 1924 - 1950   | St. Margaret                           |
| 1950 - 1969   | Atleta Banquero y Cia / Forno Deportes |
| 1970 - 1973   | Sanz Hermanos                          |
| 1974 - 1982   | Adidas                                 |
| 1983 - 1986   | Le Coq Sportif                         |
| 1987 - 1992   | Puma                                   |
| 1992 - 1998   | Ennerre                                |
| 1999          | Adidas (Mundial Sub-20 1999)           |
| 1999 - 2001   | Meta                                   |
| 1999 - 2001   | Tenfield                               |
| 2002 - 2003   | L-Sporto                               |
| 2004 - 2006   | Uhlsport                               |
| 2006 - 2023   | Puma                                   |
| 2024          | MGR Sport                              |
| 2024-presente | Nike                                   |